# Миттеран, Франсуа
Франсуа́ Мори́с Адрие́н Мари́ Миттера́н (фр. François Maurice Adrien Marie Mitterrand; 26 октября 1916[…], Жарнак — 8 января 1996[…], VII округ Парижа или Париж) — французский государственный и политический деятель, один из лидеров социалистического движения, 21-й президент Франции с 1981 по 1995 годы. 
Его 14-летнее президентство (2 срока по 7 лет) — самое продолжительное в истории Франции. В начале каждого своего президентского срока Миттеран распускал парламент и объявлял досрочные выборы, чтобы в первые 5 лет президентского срока иметь большинство в парламенте, и оба раза после этого его партия проигрывала следующие выборы, из-за чего в последние 2 года обоих сроков Миттеран вынужден был сотрудничать с консервативными премьер-министрами.
Миттеран был самым пожилым президентом Франции в XX веке (ему было 78 лет и 7 месяцев, когда он покинул должность президента) и прожил меньше всех президентов после ухода с должности (236 дней). Незадолго до своей смерти, в мае 1995 года, Миттеран приезжал в Москву — на празднование 50-летия Победы СССР в Великой Отечественной войне.

## Биография
Франсуа Миттеран родился 26 октября 1916 года в городке Жарнак (департамент Шаранта) в семье Жозефа Миттерана и Ивонны Лоррэн. Его отец сначала был инженером, затем агентом железнодорожной компании, а потом занимался производством уксуса. У Франсуа было 3 брата и 4 сестры.
После окончания начальной школы в Жарнаке отправлен в частный католический колледж-интернат святого Павла в Ангулеме, где учился в 1925—1934 годах. В октябре 1934 года приехал на учёбу в Париж, имея четыре рекомендательных письма от родителей, одно из которых было адресовано их знакомому — известному писателю Франсуа Мориаку.
В молодости Миттеран придерживался консервативных взглядов и был ревностным католиком. Во время учёбы в Ангулемском колледже святого Павла Франсуа Миттеран примкнул к студенческой организации «Католического действия», одновременно поддерживая связи и с левыми католиками из движения Марка Санье «Сийон», и с ультраправыми «Национальными волонтёрами», близкими к «Огненным крестам» Франсуа де ля Рока. Писал статьи в газету преемницы последних — Французской социальной партии, участвовал в ксенофобских демонстрациях.
Получил юридическое образование (дипломы Сорбоннского университета и Школы политических наук).

### Вторая мировая война
Воевал во Второй мировой войне. Ещё до её начала, в апреле 1938 года, был призван в армию и направлен рядовым в 23-й колониальный пехотный полк, дислоцировавшийся под Седаном во время «странной войны».
При падении Парижа 14 июня 1940 года был ранен осколками разорвавшейся мины и вывезен в военный госпиталь в Виттеле, захваченный вскоре со всеми ранеными и медицинским персоналом наступавшими силами вермахта. Попав в немецкий плен, где провёл в общей сложности полтора года, Франсуа Миттеран предпринял три попытки побега. Последняя — в декабре 1941 года — окончилась удачно. Пробравшись при помощи французских железнодорожников через оккупационную зону, достиг подконтрольной режиму Виши территории.
Деятельность Миттерана в годы войны остаётся предметом споров, будучи примером «вишистского Сопротивления». С одной стороны, он работал в администрации петеновского режима Виши, занимаясь судьбой военнопленных, встречался с маршалом Филиппом Петеном и даже получил орден Франциски (1943) — государственную награду режима Виши. При этом параллельно он участвовал во французском Сопротивлении. Работа в Комиссариате по делам военнопленных позволяла ему выстроить подпольную сеть участников Сопротивления, изготавливать поддельные документы для бежавших из нацистских лагерей французских пленных. Возглавлял организации «Национальное движение военнопленных и перемещённых лиц» и «Национальный союз военнопленных».
Когда в середине ноября 1943 года СД начала облавы с целью захватить подпольщика «Франсуа Морлана» (под этим именем скрывался Миттеран), ему удалось при помощи друзей бежать на британском самолёте в Лондон. В декабре 1943 года отправился в Алжир, где впервые встретился с Шарлем де Голлем, однако присоединиться к «Свободной Франции» отказался.
В августе 1944 года участвовал в освобождении Парижа. Миттеран не смог удержаться на высоком посту генерального секретаря в Министерстве по делам бывших фронтовиков из-за конфликта с де Голлем, но вместе с Жаком Фоккаром участвовал в разработке плана по освобождению лагерей для военнопленных. Участвовал в освобождении концлагерей Кауферинг и Дахау. В последнем он спас жизнь своему товарищу по Сопротивлению, коммунисту Роберу Антельму, которого случайно обнаружил в полумёртвом состоянии и вернул в Париж на лечение от тифа.
В 1944 году его женой стала Даниэль Гуз, отличавшаяся стойкими левыми убеждениями.

### Четвёртая республика
После войны Миттеран вернулся в политику. Он вступил в центристскую партию Демократический и социалистический союз сопротивления (ЮДСР), состоявшую в де-факто правоцентристском избирательном альянсе Объединение левых республиканцев. С 1948 года входил в руководящий комитет ЮДСР и на VII съезде в Нанте 24 ноября 1953 года был избран его председателем.
Потерпев в июне 1946 года поражение на выборах в Учредительное собрание в одном из округов в предместьях Парижа, пустился в очередную схватку за парламентское кресло в департаменте Ньевр на выборах в ноябре 1946 года. Проведя крайне антикоммунистическую кампанию (его основной конкурент был из ФКП), был избран депутатом от департамента Ньевр и 22 января 1947 года вошёл в правительство в качестве министра по делам бывших фронтовиков и жертв войны. В дальнейшем во время Четвёртой республики он занимал различные должности, в том числе министра по делам бывших фронтовиков, по делам заморских территорий, по делам Совета Европы, внутренних дел и юстиции — всего 11 различных постов.
Выступал против колониального лобби, в 1953 году поддержал мирное урегулирование в войне в Индокитае, а после ареста султана Марокко Мухаммеда V вышел из состава кабинета Жозефа Ланьеля в знак протеста против колониалистской политики в Северной Африке. При этом он нёс значительную ответственность за эскалацию конфликта в Алжире: стоя на позиции «Алжир — это Франция», он поддерживал в нём военное положение и не останавливался перед казнями алжирских революционеров, за что его критиковали другие левоцентристские министры вроде Пьера Мендеса-Франса и о чём он сам впоследствии сожалел.
В ночь с 15 на 16 октября 1959 года в Париже обстреляли автомобиль, в котором должен был находиться Франсуа Миттеран. Миттеран утверждал, что его пытались убить ультраправые, но существует мнение, что это покушение было инсценировкой для того, чтобы сделать Миттерана более популярным.
Участвовал в Гаагском конгрессе европейских федералистов в 1948 году.

### Оппозиционный лидер
После путча 13 мая 1958 года участвовал 28 мая в антифашистской демонстрации, организованной по призыву «Комитета действий в защиту республики». После провозглашения де Голлем Пятой республики Миттеран выступал с критикой нового режима личной власти президента и Конституции 1958 года, призывая голосовать против неё на референдуме (впоследствии, в 1964 году, посвятил критике режима личной власти президента де Голля книгу «Перманентный государственный переворот»).
Во втором туре парламентских выборов 1958 года его кандидатуру поддержали коммунисты, но СФИО отказалась снять своего кандидата, и в результате победу одержали сторонники де Голля. Потеряв депутатский мандат в нижней палате, 26 апреля 1959 года Миттеран был избран в Сенат от Ньевра, заседая в Группе демократических левых. К тому же, 26 марта 1959 года был избран мэром Шато-Шинона, а в июне 1961 года в очередной раз переизбран депутатом генерального совета департамента Ньевр от кантона Монсош (впервые был им избран в 1949 году и оставался в этой должности до 1981 года). Вернулся в Национальное собрание по итогам выборов 1962 года, на которых его поддержали и ФКП, и СФИО, продемонстрировавшие «левое единство».
В основанную неортодоксальными левыми Объединённую социалистическую партию Миттерана не приняли — за скрываемое им вишистское прошлое и участие в колониалистских войнах правительства Ги Молле.
В 1964 году избран председателем генерального совета департамента Ньевр, а также возглавил новую партию — Конвент республиканских институтов.
В 1965 году он основал Федерацию демократических и социалистических левых сил (ФДСЛС), позиционируя себя как главного левого оппонента де Голля. В декабре 1965 года впервые участвовал в президентских выборах. Вопреки ожиданиям, что де Голль с лёгкостью сможет победить уже в первом туре, Миттеран набрал почти 32 % голосов, и потребовался второй тур. Несмотря на поддержку не только всех левых и левоцентристских сил от Радикал-социалистов до Французской коммунистической партии (кампания Миттерана впервые вывела ФКП из изоляции остальными левыми), но и со стороны остальных оппозиционных кандидатов (либерала Жана Монне, консерватора Поля Рейно и даже ультраправого Жан-Луи Тиксье-Виньянкура), Миттеран проиграл во втором туре президентских выборов 1965 года, набрав 44,8 % голосов.
Во время «красного мая» 1968 года занял более дружественную к восставшей леворадикальной молодёжи позицию, чем партии коммунистов и социалистов. Намереваясь воспользоваться протестной волной и бросить вызов президенту, он анонсировал своё выдвижение в президенты от Федерации демократических и социалистических левых сил, однако та развалилась после поражения левых на внеочередных парламентских выборах, а Ги Молле запретил Миттерану номинироваться на последовавших президентских выборах 1969 года от СФИО.
Однако как раз провал последней на выборах позволил Миттерану реорганизовать социалистическое движение и создать новую партию. В статусе первого секретаря он возглавлял Социалистическую партию с 16 июня 1971 по 1981 год. После вхождения СП в июне 1972 года в Социнтерн был избран одним из его пяти вице-президентов. За этот период социалистам впервые после Второй мировой войны удалось оттеснить мощную коммунистическую партию на второй план на левом фланге.
В 1972 году подписал совместную правительственную программу левых сил с Жоржем Марше от ФКП и Робером Фабром от Движения левых радикалов. На президентских выборах 1974 года как единый кандидат социалистов, коммунистов и левых радикалов, он вновь был близок к победе, заняв в первом туре первое место с 11 миллионами (43,25 %) голосов. Во втором собрал 13 миллионов голосов (49,2 %), но немного уступил Жискар д’Эстену.

### Первый президентский срок
На чрезвычайном съезде Соцпартии 24 января 1981 года в городе Кретей был выдвинут кандидатом на очередных выборах в президенты с программой из 110 пунктов. В первом туре коммунисты и левые радикалы выдвинули собственных кандидатов, но Миттеран подтвердил лидерство социалистов среди левых, заняв второе место с 25,86 % голосов. Получив во втором туре поддержку всех левых, он выиграл президентские выборы, набрав 51,75 % голосов. Триумф Миттерана был закреплён социалистами на внеочередных выборах в Национальное собрание, прошедших в июне 1981 года.
В октябре 1981 года, по инициативе министра юстиции Робера Бадентера, был принят закон об отмене смертной казни. Впоследствии эта норма была закреплена французской конституцией. В июле 1982 года, через год после резни в Орьоле, распущена организация SAC — «параллельная полиция» голлизма, непримиримо враждебная левым.
Второе сформированное при Миттеране социалистическое правительство Пьера Моруа с участием четырёх министров-коммунистов пыталось осуществить масштабную левую программу, проведя национализацию, децентрализацию государственной власти (акт Деффера), сокращение рабочей недели до 39 часов, снижение пенсионного возраста до 60 лет, введение солидарного налога на роскошь и 5-недельных отпусков, увеличение минимальной зарплаты на 15 %, расширение социальных выплат на второго и третьего ребёнка, государственное поощрение новых технологий («Минитель» и поезда TGV) и либерализацию СМИ.
Однако из-за неблагоприятной международной конъюнктуры и оттока капиталов этот курс был свёрнут, поводом к чему стал политический кризис, вызванный законом министра образования Алена Савари о сокращении финансирования частных школ. Возглавивший в 1984 году правительство без коммунистов премьер-министр Лоран Фабиус остановил левые (по сути кейнсианские) реформы и перешёл к режиму «жёсткой экономии».
При Миттеране 29 октября 1981 года вышел закон, существенно облегчивший иммиграцию во Францию, который разрешал депортировать нелегала только, если он осуждён к лишению свободы на срок более одного года. В 1982 году около 100 тыс. иммигрантов получили виды на жительство во Франции, а также ряд прав (в том числе право избрания в рабочие советы предприятий и создания общественных организаций). В 1982 году он принял участие в программе «Чтобы Польша была Польшей», чтобы выразить поддержку «Солидарности».
На парламентских выборах 1986 года победу одержала правая оппозиция, и Миттерану пришлось, приняв отставку Лорана Фабиуса, назначить премьер-министром лидера неоголлистского Объединения в поддержку республики Жака Ширака, что означало первый в истории Франции период «сосуществования» (Cohabitation): «левый» президент работал с «правым» премьером. Плоды этого сосуществования проявились прежде всего в нормах об иммигрантах — в сентябре 1986 года вышел закон, отменивший ранее установленные ограничения по депортации нелегальных мигрантов.
В период между 1983 и 1986 годом телефонные разговоры несколько десятков известных людей (в том числе писателя Жана-Эдерна Альера, журналиста Эдви Пленеля и актрисы Кароль Буке) прослушивались специальной «антитеррористической ячейкой» Елисейского дворца. Она была создана под предлогом борьбы с терроризмом после взрывов 1982 года на улице Марбёф и на улице Розье в Париже. Однако на самом деле она занималась «нейтрализацией» ряда громких дел, компрометирующих власти, в том числе укрытием от общественности внебрачной дочери президента Миттерана Мазарины. Уже в 2005 году два главных фигуранта этого дела — бывший заместитель директора кабинета Франсуа Миттерана Жиль Менаж и шеф «антитеррористической ячейки» Елисейского дворца Кристиан Пруто, — были условно приговорены к шести и восьми месяцам тюремного заключения, соответственно, и к уплате каждым штрафа в 5000 евро.
10 июля 1985 года французская разведка, Генеральный директорат внешней безопасности (DGSE), осуществила потопление судна Rainbow Warrior, принадлежавшего «Гринпис», которое направлялось на акцию протеста против планируемых Францией ядерных испытаний на атолле Муруроа. В результате затопления судна погиб фотограф Фернандо Перейра. В 2005 году французская газета Le Monde опубликовала отчёт 1986 года, в котором утверждалось, что адмирал Пьер Лакост, возглавлявший в то время DGSE, получил одобрение президента Миттерана на потопление судна.

### Второй президентский срок
Поддержанный в первом туре президентских выборов 1988 года социалистами и Движением левых радикалов, Миттеран занял первое место с 34,11 % голосов. Во втором туре был поддержан коммунистами (собственный кандидат которых набрал более чем в 2 раза меньше голосов по сравнению с 1981 годом) и переизбран на второй семилетний срок, получив голоса 16,7 млн избирателей (54,01 %), опередив Жака Ширака. 10 мая сформировал правительство под началом социалиста Мишеля Рокара. После досрочного роспуска Национального собрания Миттераном социалисты смогли получить относительное большинство. Весной 1991 года Миттеран впервые в истории страны назначил на пост главы правительства женщину — Эдит Крессон.
Миттеран был активным сторонником европейской интеграции, поддерживал идею создания валютно-экономического и политического союза стран Европейского сообщества, ратовал за сближение Франции с ФРГ и США. При этом именно при Миттеране между СССР и Францией сложились доверительные и конструктивные отношения, основанные на совместной борьбе с нацизмом в годы войны. В то же время в ходе визита в Москву 20—23 июня 1984 года высказался в защиту арестованного академика и диссидента Андрея Сахарова.
Миттеран как президент Франции открывал зимние Олимпийские игры 1992 года в Альбервиле.
Политика правительства Миттерана на Африканском континенте, которую в качестве специального советника канцелярии Елисейского дворца курировал его старший сын Жан-Кристоф, в целом продолжала линию его предшественника Жискар д’Эстена, зачастую отличалась неоколониалистским подходом, поддержкой военных переворотов и поставкой оружия правительствам и военизированным формированиям, замеченным в нарушении прав человека.
По итогам парламентских выборов 1993 года, когда большинство мест в Национальном собрании было занято правоцентристскими партиями, началось второе «сосуществование» Миттерана с неоголлистским премьер-министром Эдуаром Балладюром.
Незадолго до смерти, на рождественские праздники 1995 года посетил Египет вместе со своей внебрачной дочерью Мазарин.
Миттеран скончался 8 января 1996 года от рака простаты. После смерти бывшего президента в стране был объявлен национальный траур. Во время президентства Миттеран скрывал свою болезнь. После его смерти стало известно, что он болел раком простаты все четырнадцать лет своего президентства и в последние месяцы был практически недееспособен. Похоронен на кладбище Жарнака в департаменте Шаранта.

## Личная жизнь
Миттеран женился в 1944 году, во время Второй мировой войны. У них с женой Даниэль родились двое мальчиков. 
У Миттерана также был ряд любовниц, из которых особое место в его жизни занимала Анна Пинжо. Они познакомились на одном из курортов, когда ему было 46 лет, а ей 19 лет. Впоследствии она стала экспертом по скульптуре XIX века, и Миттеран сделал ее куратором в музее д'Орсе. В 1974 году она родила дочь Мазарин. Секрет их отношений (особенно во время президентства Миттерана) охранялся как государственная тайна. О них общественность узнала только в 1994 году, незадолго до смерти Миттерана. Уже смертельно больного президента застали как-то около кафе с молодой девушкой. Тогда он и сказал журналистам, что это его внебрачная дочь. На это жена Миттерана заявила, что «уважает свободу мужа» и «сохраняет с ним теплые отношения». Перед смертью Миттеран официально признал Мазарин и оставил ей часть наследства.

## Образы в фильмах
- 1991 — Операция «Тушёнка» / L’Opération Corned-Beef (реж. Жан-Мари Пуаре, в роли Президента, не называемого по имени и показанного со спины — неизвестный актёр)
- 2005 — Le Promeneur du Champ-de-Mars[фр.] по роману Жоржа-Марка Бенаму[фр.] Le Dernier Mitterrand (реж. Робер Гедигян, в роли Президента, не называемого по имени — Мишель Буке)
- 2012 — Повар для президента /Les saveurs du Palais реж. Кристиан Венсан, в роли Миттерана - Жан д’Ормессон
- 2015 — Шляпа Миттерана / Le chapeau de Mitterrand (реж. Робен Дави / Robin Davis), в гл. роли Фредерик Дифенталь, в роли Миттерана — Лоран Кларе / Laurent Claret
- 2015 — Миттеран. Неподъемное наследство / Mitterrand, l’heritage impossible (реж. Бертран Деле / Bertrand Delais) — документальный
- 2016 — Государственный деятель. Перед лицом истории / Homme d'État, le face à face avec l’Histoire (реж. Жан-Пьер Бертран / Jean-Pierre Bertrand) — документальный
- 2017 — Страна невинности. Детство и отрочество Франсуа Миттерана / Le Pays de l’innocence, enfance et adolescence de François Mitterrand (реж. Фредерик Миттеран / Frédéric Mitterrand) — документальный

## Сочинения
- Здесь и сейчас = Ici et maintenant. — М.: Прогресс, 1981. — 238 с. — Рассылается по специальному списку